# Jean Parisseaux
Jean Parisseaux, né le 27 septembre 1932 à Dunkerque et mort le 18 juillet 2019 à Dunkerque, est un ancien entraîneur de football français.

## Biographie
Jean Parisseaux commence sa carrière d'entraîneur à l'US Dunkerque, mais il quitte son poste deux ans après sa prise de pouvoir. 
Il rejoint ensuite Hazebrouck un an plus tard, et reste au club durant 9 années. 
Plusieurs années plus tard, il part pour le Racing Club de Lens. D'abord adjoint d'Arnold Sowinski, il prend la tête de l'équipe au cours de la saison 1988/89. Mais n'atteignant pas l'objectif fixé par le club, il est remplacé par Philippe Redon, à la suite de la relégation du club en fin de saison. 